# Път (филм, 2009)
„Път“ (на руски: Путь) е руски мащабен приключенски, екшън филм на режисьора Владимир Пасичник от 2009 г.
Сниман е в Русия, Китай, Тайланд и САЩ. Сюжетът е по мотиви от роман на Александър Червоненко, който съдейства за изработването на сценария. Главните роли са поверени на руски спортни звезди, в снимките участват и монаси от Шаолинския манастир.

## Актьорски състав
- – Дмитрий Носов
- – Дмитрий Максимов
- – Максим Тинянов
- – Иван Кокорин
- – Ирина Чашчина
- – Олег Тактаров
- – Лада Денс
- – Николай Валуев
- – Артьом Михалков
- – Александър Яцко
- – Михаил Горевой
- – Ринат Лайшев
- – Валерий Баринов
- – Валерий Востротин
- – Майкъл Медсън
- – Джамал Ажигирей
- – Борис Миронов
- – Олга Зайцева
- – Олег Шаров
- – Владимир Денисов
- – Елена Нелидова
- – Алексей Орлов
- – Владимир Смирнов